# مجلس مراقبة لعبة الكريكت في الهند
مجلس مراقبة لعبة الكريكيت في الهند (بالإنجليزية: Board of Control for Cricket in India)‏  هو الهيئة الوطنية الحاكمة للكريكت في الهند. يقع مقرها الرئيسي في مركز الكريكت بالقرب من استاد وانكهيد في مومباي. وهي أغنى هيئة حاكمة للكريكت في العالم.
شُكّلت في عام 1928، وهي عبارة عن تحالف من اتحادات الكريكت الحكومية التي تختار ممثليها الذين ينتخبون رئيس مجلس مراقبة لعبة الكريكت في الهند. كان جرانت جوفان أول رئيس مجلس مراقبة لعبة الكريكيت في الهند وكان أنتوني دي ميلو سكرتيرها الأول. فهي منظمة خاصة مستقلة لا تقع ضمن اختصاص الاتحاد الوطني للرياضة في الهند ، ولدى حكومة الهند الحد الأدنى من التنظيمات المتعلقة بها. لا تتلقى أي منح أو أموال من وزارة شؤون الشباب والرياضة. مجلس مراقبة لعبة الكريكيت في الهند لها تأثير في لعبة الكريكيت الدولية، وانضم المجلس إلى مؤتمر إمبريال كريكت في عام 1926.
إعتبارا من فبراير 2023، عُين روجر بيني كرئيس لمجلس مراقبة لعبة الكريكت في الهند وجاي شاه هو السكرتير.
يشترك مجلس مراقبة الكريكت في الجزء الأكبر من إيراداتها مع بنك الاعتماد والتجارة الدولي وتعتبر الدوريات العالمية الأكثر ثراءً في العالم. حيثُ إستضاف عدة نهائيات لكأس العالم للكريكت، كأس العالم للكريكيت 2023 والكريكيت النسائي 2025.
يدير مجلس مراقبة لعبة الكريكيت في الهند أربع فرق تمثل الهند في لعبة الكريكيت الدولية ؛ فريق الكريكيت الوطني للرجال، وفريق الكريكيت الوطني للسيدات ، ومنتخب الهند الوطني للرجال تحت 19 عامًا للكريكت، ومنتخب الهند الوطني للسيدات تحت 19 عامًا للكريكت. كما أنه يدير منتخب الهند للكريكت للسيدات. وكجزء من واجباته، ينظم مجلس مراقبة لعبة الكريكيت في الهند المباريات التي ستلعبها كل من هذه الفرق ويقوم على جدولتها، وبجدولة الكريكت المحلية وفرض عقوبات عليها وتنظمها في الهند.

## التاريخ
لُعبت أول لعبة كريكيت في الهند بواسطة البحارة الأوروبيين الذين مارسوا الرياضة كنشاط ترفيهي في النصف الأول من القرن الثامن عشر. لعب هؤلاء البحارة لعبة الكريكيت بالقرب من مستوطناتهم الساحلية. حيثُ تأسس ثاني أقدم نادي للكريكيت في العالم (نادي كالكوتا للكريكت) وذلك في عام 1792 في كولكاتا الحالية. كان البارسيس أول مجتمع مدني يقبل الكريكيت كرياضة ويلعبها في الهند. في عام 1848، أنشأوا نادي الكريكيت الشرقي في مومباي الحالية. في عام 1850، أسسوا نادي الشباب الزرادشتية للكريكيت. في عام 1886، أسس الهندوس نادي هندو جيمخانا الرياضي.
في عام 1912، قام فريق كريكيت من جميع أنحاء الهند بزيارة إنجلترا لأول مرة، وتم رعايته وقيادته من قبل مهراجا باتيالا. في عام 1926، سافر ممثلان عن نادي كلكتا للكريكيت إلى لندن لحضور اجتماعات مؤتمر إمبريال للكريكيت السابق لمجلس الكريكيت الدولي الحالي. 

### التأسيس والسنوات الأولى

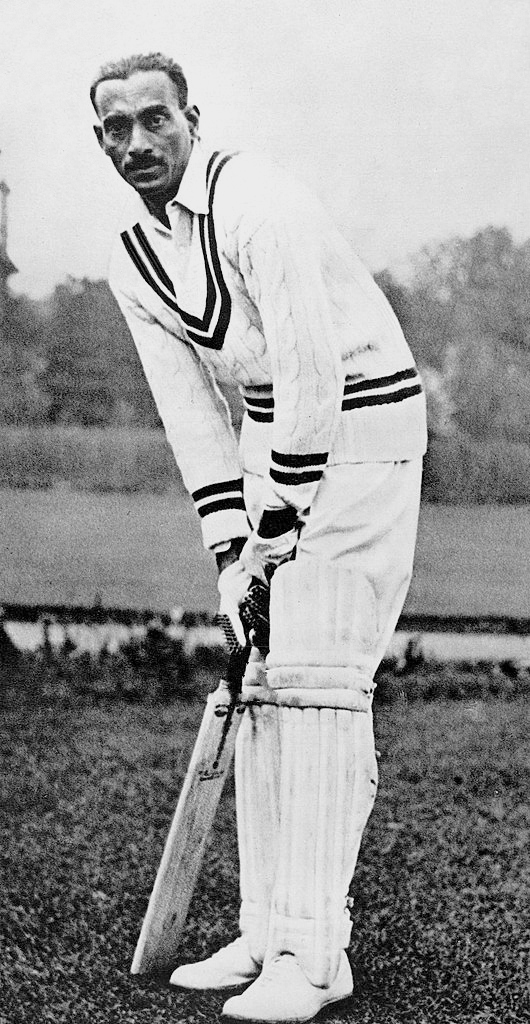
كوتاري كاناكايا نايودو (في الثلاثينيات)، لاعب الكريكت الهندي السابق، أول قائد لفريق الكريكت الهندي في اختبار الكريكت.

في اجتماع مع مهراجا باتيالا وآخرين، وعد جيليجان بالعمل على ضمها إلى المجلس الدولي للكريكيت إذا توحد جميع داعمي اللعبة في البلاد لتأسيس هيئة تحكم واحدة. تم إبداء ضمان من قبل طرف غير معروف، وفي 21 نوفمبر 1927، عقد اجتماع في دلهي، حضره ممثلون من باتيالا، دلهي، وحدة أغرا وأود، راجبوتانا، الوار، بوبال، قاليور، فادودارا، كاثياوار، وحدات وسطى وبيرار، سند والبنجاب. واتفق الممثلون على إنشاء هيئة للسيطرة على الكريكيت في الهند. في 10 ديسمبر 1927، تم اتخاذ قرار بالإجماع لتشكيل هيئة تحكم مؤقتا، وتأسست الهيئة الهندية للرقابة على الكريكيت في ديسمبر 1928. تم انتخاب ريموند يوستاس غرانت جوفان كأول رئيس للهيئة وأنتوني دي ميلو كأمين عام.
في عام 1926، انضمت الهيئة الهندية للرقابة على الكريكت إلى مجلس الكريكت الإمبراطوري، الذي كان آنذاك الهيئة الحاكمة للكريكيت الدولي. وفي عام 1936، بدأت الهيئة الهندية للرقابة على الكريكت ببطولة الكريكت الرئيسية في الهند والتي تُعرف ببطولة رانجي تروفي، والتي سُميت تيمنًا بأول شخص هندي لعب الكريكت الدولي، ملك ولاية ناواناجار، الذي لعب لإنجلترا في الكريكت الدولي. فريق مومباي للكريكت هو الأكثر نجاحًا، حيث فاز بـ 41 لقبًا.
في عام 1932، لعبت الهند أول مباراة اختبار لها تحت قيادة كوتاري كاناكايا نايودو ضد إنجلترا في ملعب لوردز للكريكيت في لندن. خلال جولة إنجلترا في الهند في عام 1933-1934، في 17 ديسمبر 1933، أصبح لالا أمرنات أول لاعب هندي يسجل قرنية في اختبار الكريكيت، حيث سجل 118 نقطة في مباراته الأولى في نادي بومباي جيمخانا.
في 1967-1968 ، فازت الهند بأول سلسلة اختبار لعبة الكريكت خارج آسيا. في السابق كانت قد هزمت باكستان ونيوزيلندا وإنجلترا وفازت بسلسلة في الهند.

### 1945-1987
في عام 1952، قامت فرقة إنجلترا بجولة في الهند؛ وكانت هذه أول جولة لهم في الهند بعد استقلالها. نايجل هوارد كان قائد الفريق المسافر.
في الستينيات، كان الكابتن السابق للهند فيجايا أناندا غاجاباتي راجو، المعروف أيضًا باسم "فيزي"، رئيس مجلس مراقبة لعبة الكريكت في الهند عام 1960.
عينت الهيئة أجيت واديكار قائدًا في عام 1971، وفازت الفرقة الهندية بأول سلسلة اختبار لها ضد إنجلترا على الأراضي الإنجليزية، وفي مواجهة الهند الغربية، قام سونيل غافاسكر بعمل اختباره الأول في تلك السلسلة.
فازت الهند بكأس العالم للكريكت لعام 1983، بتغلبها على بطلة النسخة السابقة غرب الهند بفارق 43 نقطة في المباراة النهائية التي أُقيمت في ملعب لوردز. كما فازت الهند أيضًا ببطولة العالم للكريكيت في عام 1985، بتغلبها على الباكستان بفارق ثمانية أويكتس في المباراة النهائية التي أُقيمت في ملعب ملبورن للكريكت. واستضافت الهيئة الهندية للكريكت كأس العالم لعام 1987؛ وكانت هذه المرة الأولى التي يتم فيها تنظيم الحدث خارج إنجلترا.

### 1987-2000
استضافت الهند بطولات كأس العالم للكريكت التابعة للاتحاد الدولي للكريكت (ICC) في عامي 1987 و1996.
في عام 1991، اقترحت الهيئة الهندية للكريكت (BCCI) إعادة انضمام جنوب أفريقيا إلى الكريكت الدولي في مجلس الكريكت الدولي (ICC). بعد نجاح الاقتراح، قامت الهيئة الهندية ببيع حقوق بث التلفاز لأول مرة؛ حيث اشترت الهيئة الجنوب أفريقية للبث حقوق بث جولة جنوب أفريقيا للهند، وهي أول جولة دولية رسمية لجنوب أفريقيا بعد مقاطعتها للكريكت الدولي لمدة 21 عامًا. خلال هذا الوقت، انضمت جنوب أفريقيا إلى "الكتلة الآسيوية" في الهيئة الهندية للكريكيت (BCCI) وجيرانها في جنوب آسيا.
في عام 1993، وقعت الهيئة الهندية للكريكيت (BCCI) اتفاقًا مع شركة ترانس وورلد العالمية (TWI)، التي ستدفع مبلغًا ماليًا للهيئة الهندية لبث جولة إنجلترا في الهند عبر التلفاز الفضائي، وسيقوم دوردارشان بدفع مقابل حقوق بث المباريات في الهند، بُثت بطولة كأس الأبطال لعام 1993على قناة ستار تي في، مما جعلها أول سلسلة كريكت تبث على التلفزيون الفضائي في الهند وكسرت احتكار دوردارشان. وقد تبع ذلك معركة قانونية طويلة بين دوردارشان والهيئة الهندية للكريكت، تم قيادتها من قبل جاجموهان دالميا والرئيس إنديرجيت سينغ بيندرا. في فبراير 1995، قضت المحكمة العليا في الهند بأن حقوق التلفزيون لمباريات الهند هي سلعة تنتمي إلى الهيئة الهندية للكريكت، ويجب على البث التلفزيوني أن يدفع للهيئة الهندية للكريكت وليس العكس.
فاز مجلس مراقبة لعبة الكريكيت في الهند، في محاولة مشتركة مع باكستان وسريلانكا، بحقوق استضافة كأس العالم للكريكيت 1996، متغلبًا على كتلة إنجلترا وأستراليا. حققت البطولة نجاحًا تجاريًا ، حيث حققت المحكمة الجنائية الدولية ربحًا قدره 50 مليون دولار.
في عام 1997، أصبح دالميا رئيسًا للاتحاد الدولي للكريكت. بقيادة دالميا في الاتحاد الدولي للكريكت، قادت الهيئة الهندية للكريكت اقتراحًا ناجحًا لمنح بنغلاديش الاعتراف كفريق اختبار في عامي 1999-2000.

## أنظر أيضا
- الرياضة في الهند - نظرة عامة على الرياضة في الهند
- قائمة الهيئات المنظمة للرياضة على المستوى الوطني في الهند